# Frankenstein (píseň)
„Frankenstein“ je instrumentální skladba od skupiny The Edgar Winter Group z jejich alba They Only Come Out at Night z roku 1972. Jedná se o desátou a zároveň poslední skladbu na tomto albu. V roce 1973 skladba vyšla ve zkrácené verzi i jako singl. V roce 2007 byla použita v animovaném seriálu Simpsonovi v epizodě Hoří! (18. řada).